# 銭其琛
銭 其琛（せん きしん、簡体字：钱 其琛、繁体字：錢 其琛、英語：Qian Qichen、チエン・チーチェン、1928年1月5日 - 2017年5月9日）は、中華人民共和国の政治家、外交官。国務院副総理、外交部長、第12期から第15期党中央委員、第14・15期党中央政治局委員を務めた。

## 経歴
1928年1月5日に江蘇省嘉定県（現・上海市嘉定区）に誕生する。1945年から1949年までは上海市の新聞社『大公報』の社員として勤務しながら、中国共産党の上海市地下党委員として活動。1953年に共産主義青年団中央弁公庁研究員となる。1954年から1年間ソ連中央団校で学ぶ。同時期に留学していた江沢民、李鵬らと共にソ連留学組の1人。
1955年に駐ソ大使館二等書記官、留学生処副主任、研究室主任となる。1966年に文化大革命が起きると下放される。1972年に復活し、駐ソ大使館参事官となる。1974年8月に駐ギニア兼ギニアビサウ大使となり、1976年11月に外交部報道局長となる。
1982年4月に外交部副部長（次官）に昇格した。1987年に中ソ国境交渉の中国側代表団団長としてソ連を訪問し、交渉に当たる。
1988年4月12日に第7期全人代第1回会議の決定により外交部長に就任し、1998年に唐家璇に譲るまでその職にあり、江沢民政権時代の中国外交を支え、特に香港とマカオの中国本土復帰で重要な役割を担った。
1990年11月にアラブ諸国の後押しで中東特使として湾岸戦争前の友好国であるイラクを国際連合安全保障理事会常任理事国で唯一訪問してサッダーム・フセイン大統領と会談するも、フセインは「香港が中国の一部だったようにクウェートもメソポタミアの一部である」と主張して説得に失敗し、アメリカは国連でのイラクに対する武力行使容認決議の際に中国が拒否権を行使しなければ六四天安門事件以来の制裁の緩和と銭のアメリカ訪問を受け入れると伝えたことから中国は棄権した。
1991年4月8日には国務委員（副首相級）の兼任となり、1991年5月にモスクワで中ソ東部国境協定に調印してソ連との国交正常化に成功した。1992年には中華民国（台湾）と国交を持っていたアジア最後の国である大韓民国と国交を正常化させた。
1993年3月29日に第8期全人代第1回会議の決定により国務院副総理兼外交部長に任命。江沢民党総書記（国家主席）の外遊に随行して、アメリカ・ドイツ・イギリス・フランス・日本などの各国を訪問した。
1994年に江沢民をトップとした党中央対台湾工作領導小組副組長に就き、台湾工作でも指導的地位を占める。李登輝総統がコーネル大学における講演で「中華民国」と何度も繰り返し使ったことに対して、アメリカに対して抗議しないとする江沢民と意見が分かれたとされる。
1996年に全国人民代表大会常務委員会香港特別行政区準備委員会予備工作委員会主任に就任。中国代表団として香港返還式典に出席。
2003年3月に国務院副総理を退任して政界から引退し、後に北京大学国際関係学院名誉院長を務めた。
2017年5月9日に病気のため北京で死去した。89歳であった。

## 訪日
1989年2月24日の昭和天皇の大喪の礼には楊尚昆国家主席特使として訪日し、東京でインドネシアのスハルト大統領と国交正常化交渉開始で合意する弔問外交を行った。

## 天皇の中国訪問による天安門制裁解除の裏側
1989年6月21日に日本政府は第3次円借款の見合わせを通告し、フランスなどもこれに応じた。7月の先進国首脳会議（アルシュ・サミット）でも中国の民主化弾圧を非難し、世界銀行の中国に対する新規融資の延期に同意する政治宣言が発表された。ただし、当時の日本の宇野宗佑首相はアルシュ・サミット前に中国への経済制裁の反対派及び慎重派の中曽根康弘・鈴木善幸・竹下登元首相と会談し、サミットでは「中国を孤立させるべきではない」と主張して宣言に盛り込ませたことで他の西側諸国と距離感が目立った。江沢民は首相退任後の1990年5月7日に宇野が中国を訪問した際にこの事への感謝を述べた。円借款自体は1991年8月に宇野の後任である海部俊樹首相の中国訪問によって再開され、これは中国の物理学者で民主化活動家である方励之の出国と関連したものだったもされる。
しかし、中国には天安門事件のイメージを国際社会からさらに払拭する必要があった。そのために江沢民総書記は1992年4月6日に田中角栄への見舞いも兼ねて日本を訪問した際に天皇を中国に招待し、同年10月に明仁天皇・皇后美智子（いずれも当時）は中国を訪問することになる。天皇の中国訪問は日中関係史で歴史的な出来事だったが、1988年から10年間外交部長（外務大臣）として、1993年から2003年まで国務院副総理として15年間、江沢民時代の外交を支えた銭は回顧録で日本は最も結束が弱く、天皇の中国訪問は西側諸国の中国への経済制裁の突破口という側面もあったと明かしている。